# Islands (gruppo musicale)
Gli Islands sono un gruppo musicale indie rock canadese attivo dal 2005.

## Storia del gruppo
Il gruppo si è formato a Montréal. Ha debuttato nell'aprile 2006 con l'album Return to the Sea, pubblicato anche in una versione europea dalla Rough Trade Records. La copertina del disco consiste nel dipinto Il mare di ghiaccio di Caspar David Friedrich.
Nel maggio 2006 Jamie Thompson (batterista) decide di lasciare il gruppo, che nel frattempo si esibisce dal vivo in giro per il Nord America e in Europa.
Nel febbraio 2008 la band sigla un contratto con la ANTI- Records e si trasferisce a Los Angeles. Nell'aprile seguente esce l'album Arm's Way, coprodotto da Ryan Hadlock. Nel settembre 2009 esce il terzo album in studio.
Nel 2012 è la volta di A Sleep & a Forgetting, mentre l'anno dopo esce Ski Mask per la Manqué.

## Formazione
Attuale
- Evan Gordon
- Geordie Gordon
- Adam Halferty
- Nicholas Thorburn - voce, chitarra, basso

Ex membri
- Aaron Harris
- Patrice Agbokou
- Sebastian Chow
- Alexander Chow
- Michael Feuerstack - chitarra
- Patrick Gregoire
- Jim Guthrie - voce
- Kate Perkins
- Jamie Thompson - batteria (2005–2006), (2009–2010)

## Discografia
Album studio
- 2006 - Return to the Sea
- 2008 - Arm's Way
- 2009 - Vapours
- 2012 - A Sleep & a Forgetting
- 2013 - Ski Mask
- 2016 - Taste
- 2016 - Should I Remain Here At Sea?
- 2021 - Islomania
- 2023 - And That's Why Dolphins Lost Their Legs
- 2024 - What Occurs